# Show Me What I'm Looking For
Show Me What I'm Looking For is een nummer van de Zweeds-Amerikaanse rockband Carolina Liar uit 2009. Het is de tweede single van hun debuutalbum Coming to Terms.
Volgens de bandleden heeft dit nummer hun levens voor altijd veranderd. Volgens zanger Chad Wolf werd "Show Me What I'm Looking For" in slechts twintig minuten geschreven. Het nummer flopte in de Amerikaanse Billboard Hot 100 met een 67e positie. Wel werd het een (bescheiden) hit in het Verenigd Koninkrijk, Nederland, Ierland en Denemarken. In de Nederlandse Top 40 haalde het nummer de 24e positie.